# Ao-Mor-Ning
Ao-Mor-Ning（アオモーニング）はエフエム青森（AFB）で放送されていたラジオ番組。
放送時間は平日 7:30 - 8:55。

## 概要
2005年3月の『Start Up Today』終了以来、AFBでは15年振りとなる朝時間帯の自社制作生放送番組である。ジングル等では「Aomori Morning Newstyle」というキャッチフレーズがつけられている。
本番組の開始に伴い、2013年3月以来7年ぶりに朝時間帯の自社制作のニュース・交通情報・天気予報が復活した。
番組は第一部と第二部に分けられており、第一部と第二部の間はTOKYO FM『ONE MORNING』の8時台の全国ネットコーナー（SUZUKI TODAY'S KEY NUMBER / ルートインホテルズ 今日のスポーツ / Letter for the next）を放送する。
2022年3月31日をもって終了。後枠は再びJFNCから『OH! HAPPY MORNING』のネット受けに戻る形となる。

## パーソナリティー
- 中里玲奈（2020年4月6日 - 2022年3月31日、月曜 - 木曜）
- 坂口千夏（2020年4月1日 - 2022年3月28日、金曜）
  - 2020年4月1日 - 3日[3]および2020年11月9日 - 13日[4]は坂口が担当したほか、2022年2月から3月にかけて中里の有給消化のため坂口が金曜日以外を担当したことがあった。

## タイムテーブル
コーナーの合間にリスナーからのメッセージを紹介している。リスナーからは当日の朝食や、TODOリスト（今日の予定）などをテーマにメッセージを募集している。
- 7:30 - オープニング
- 7:33 - OPERATIONS & WEATHER
  - 県内の天気予報と交通機関の運行情報。放送上はコーナー名のコールがないが、AFBのホームページ上では上記のコーナー名がついている。
- 7:42 - NEWS
  - 読売新聞社配信のニュース。後半は当日の読売新聞青森県版から青森県内のニュースを伝える。
- 7:50 - TRAFFIC INFORMATION
  - 日本道路交通情報センターからの交通情報。
- 7:55 - WEATHER INFORMATION
- 8:20 - 8時台オープニング
- 8:23 - WEATHER INFORMATION
- 8:30 - PRIMARY INFO
  - 青森県農林水産部からのお知らせと週間天気予報。
- 8:40 - Aomo Topics
  - 特集コーナー。AFBのホームページではコーナーの記載はないが、番組Twitterではコーナー名として紹介がある。
- 8:50 - エンディング
  - 県内の天気予報も併せて伝える。